# Mikkes
Mikkes (franska: Mikkes (CR), Mikkes (Commune Rurale), arabiska: البهاليل (البلدية)) är en kommun i Marocko.   Den ligger i provinsen Moulay Yacoub och regionen Fès-Meknès, i den nordöstra delen av landet, 140 km öster om huvudstaden Rabat. Antalet invånare är 6 773.